# Gelis vasiljevi
Gelis vasiljevi là một loài tò vò trong họ Ichneumonidae.